# Rishiri
Rishiri (Japansk: 利尻島, Rishiritō) er en japansk ø i Det Japanske Hav ca. 20. km vest fra den nordlige japanske ø Hokkaido. Øen er en del af Hokkaido prefektur. Øen domineres af Rishirifuji, en 1.731 meter høj udslukt vulkan. 
På toppen af Rishirifuji findes en lille helligdom. Rishirifuji har også en onsen (en varm kilde).
Øen Rishiri har ca. 6.000 indbyggere, der primært ernærer sig ved turisme og fiskeri. Hovedbyen er Oshidomari. Rishiri har færgeforbindelse til øen Rebun, der ligger ca. 5-10 km. nordvest for Rishiri, og til byen Wakkanai på Hokkaido. Der er flyforbindelse til Sapporo.

## Eksterne links
- japan-guide.com om Rishiri island

45°11′31″N 141°13′21″Ø / 45.1919°N 141.2225°Ø